# Lucy van Pelt
Lucille "Lucy" van Pelt is een personage uit de stripserie Peanuts, geschreven en getekend door Charles Schulz. Ze maakte haar debuut in de strip op 3 maart 1952. Bij haar introductie was ze nog een baby, maar al vrij snel liet Schulz haar verouderen naar de leeftijd van de andere personages.

## Personage
Lucy is de oudere zus van Linus en Rerun van Pelt. Ze staat bekend als een agressief en verwend kind dat vaak gemeen is tegen de andere personages in de strip, met name Charlie Brown. Zij is het bijvoorbeeld die iedere keer dat Charlie probeert een football-bal weg te schoppen de bal snel voor zijn neus wegtrekt zodat hij ten val komt. Dit scenario vormde jarenlang een running gag in de strips. Eenmaal moest Lucy vanwege een weddenschap beloven dat ze de bal zou laten liggen, maar toen schopte Charlie per ongeluk tegen haar arm.
Een ander vast slachtoffer van Lucy is haar broer Linus. Lucy ergert zich vaak aan zijn passieve gedrag en het feit dat hij slimmer is dan zij. Ze wil ook dat Linus afstand doet van zijn bekende dekentje, en heeft al meerdere malen geprobeerd het ding te verstoppen. Eenmaal vochten de twee het uit in een bokswedstrijd, die Lucy met gemak won.
Lucy’s relatie met haar andere broer, Rerun, is een stuk kalmer. Tegenover hem heeft ze meer een soort mentorrol.
Lucy is doodsbang om te worden gelikt of gekust door Snoopy, iets waar Snoopy dankbaar gebruik van maakt. Lucy en Snoopy hebben geregeld conflicten met elkaar. Zo namen ze het tegen elkaar op in een wedstrijd armpjedrukken, en meer dan eens zijn ze met elkaar op de vuist gegaan. Snoopy wint deze confrontaties vrijwel altijd door gebruik te maken van Lucy’s angst.
De enige persoon tegenover wie Lucy een andere kant van zichzelf toont is Schroeder, op wie ze een oogje heeft. Ze vergezelt hem vaak als hij op zijn piano speelt, en is onbedoeld zijn muze geworden. Zonder haar kan Schroeder vrijwel niet spelen. Haar gevoelens voor hem worden echter niet beantwoord.
Lucy runde in de strip geregeld een kraampje voor “psychiatrische hulp”. Dit was onderdeel van Schulz’ plan om humor voor volwassenen in de strip te stoppen en de strip zo voor iedereen geschikt te maken.